# Evropska pot zgodovinskih gledališč
Evropska pot zgodovinskih gledališč je turistična in evropska kulturna pot, ki poteka skozi številne evropske države. Povezuje mesta s pomembnimi zgodovinskimi gledališči od 16. do 19. stoletja.
To kulturno pot so ustanovili člani organizacije Perspectiv – Združenje zgodovinskih gledališč v Evropi, ki je bila ustanovljena oktobra 2003, da bi ohranjali kulturno dediščino zgodovinskih gledališč v Evropi. Sedeža tega dobrodelnega združenja sta v Goethejevem mestu Bad Lauchstädt in Berlinu. Projekt podpira Program Kultura Evropske unije.
Evropsko pot zgodovinskih gledališč je prvotno sestavljalo pet poti: nemška, nordijska, kanalska, italijanska in cesarska. Vsaka je povezovala od 9 do 12 mest s pomembnimi gledališči. Obiskovalci lahko potujejo neposredno od začetka ali konca katere koli poti ali do druge bližnje poti. V letu 2014 sta bili dodani še francoska in jadranska, baltska in iberska leta 2015 ter alpska in črnomorska leta 2016.

## Poti

### Nordijska pot
- Drottningholm pri Stockholmu (Švedska); gledališče palače Drottningholm, ki ga je leta 1766 zgradil Carl Fredrik Adelcrantz;
- Solna (Švedska) – Confidencen, najstarejše rokokojsko gledališče na Švedskem, je v palači Ulriksdal. Zgrajeno je bilo leta 1753, arhitekt je bil Carl Fredrik Adelcrantz;
- Mariefred (Švedska) – Gripsholms Slottsteater, 1785;
- Turku (Finska) – gledališče Åbo Svenska, 1836/1890;
- Helsinki (Finska) – Svenska Teatern, 1866;
- Ystad (Švedska) – obnovljeno občinsko gledališče iz leta 1894, velika zbirka scenografij švedskega gledališkega umetnika Carla Ludviga Grabowa;
- Halden (Norveška) –  gledališče Fredrikshald, zgrajeno leta 1838, načrt Balthazarja Nicolaia Garbna;
- Aarhus (Danska) – gledališče Helsingör; stavba je iz leta 1817 in je bilo prvotno v Helsingørju. Leta 1961 je bilo razstavljeno in obnovljeno v muzeju na prostem (Den Gamle By);
- København (Danska) – Dvorno gledališče v palači Christiansborg, delo arhitekta Eliasa Davida Häusserja, ki je bilo zgrajeno med letoma 1733 in 1745.

### Nemška pot
- Putbus – gledališče Putbus, odprto leta 1821 in spremenjeno leta 1826 v severnonemškem klasicističnem slogu, → povezave do nordijske poti prek kraja Rønne (Bornholm) na Danskem;
- Neubrandenburg – Schauspielhaus, baročna stavba predalčne lesene konstrukcije iz leta 1793/94, zgrajena kot poletno prizorišče dvornega gledališča vojvode Adolfa Frederika IV. v Mecklenburg-Strelitzu;
- Potsdam – Rokokojsko gledališče v Novi palači v parku Sanssouci, zgrajeni med letoma 1763 in 1769 pod pruskim kraljem Friderikom II.;
- Bad Lauchstädt – Goethejevo gledališče, Johann Wolfgang von Goethe je to gledališče zgradil leta 1802 po svojih idejah kot poletno prizorišče;
- Großkochberg – Gledališče Liebhaber v gradu Kochberg iz leta 1800, nekdanji sedež Charlotte von Stein;
- Gotha - Gledališče Ekhof je bilo zgrajeno med letoma 1681 in 1683 v kotnem stolpu na gradu Friedenstein, še vedno se vidi njegov prvotni položaj iz 1775. To je bilo prvo sodobno nemško gledališče;
- Meiningen – Meininger Staatstheater - gledališki muzej in dvorno gledališče, pomembna ohranjena gledališka reforma pod vojvodo Georgom II., prvo dvorno gledališče, zgrajeno leta 1831, sedanje je iz leta 1909, arhitekt: Karl Behlert; gledališki muzej (od leta 1999) s sceno iz obdobja reforme;
- Bayreuth – Operna hiša mejnega grofa (Markgräfliches Opernhaus), mejna grofica Wilhelmina je operno hišo zgradila med letoma 1746 in 1750, zunanjost v francoskem klasicističnem stilu, notranjost v italijanskem baročnem slogu, zasnoval jo je Giuseppe Galli da Bibiena, → povezava do cesarske poti (od leta 2011 );
- Ludwigsburg – gledališče v Ludwigsburški palači. Zgrajena je bila leta 1758, arhitekt je bil Philippe de la Guêpière, ki je delal za vojvodo Karla Eugena iz Württemberga. Leta 1812 je bil avditorij spremenjen v klasicistični slog, v njem bile predstave do leta 1853 in je še danes popolnoma ohranjeno;
- Schwetzingen – Rokokojsko gledališče (Schlosstheater Schwetzingen), ki ga je leta 1752/53 zgradil arhitekt Nicolas de Pigage, je najstarejše ohranjeno  v Evropi;
- Hanau – Comoedienhaus Wilhelmsbad, nekdanje toplice Wilhelmsbad, odprto je bilo 8. julija 1781, zgrajeno po načrtih Franza Ludwiga von Cancrina;
- Koblenz – Gledališče Koblenz, volilni knez in škof Klemen Venčeslav s Saške je zgradil stavbo za komedijo, opero, plesno dvorano in seje, ki je bila odprta 23. novembra 1787 → povezava s kanalsko potjo prek Chimaia.

### Kanalska pot
- Chimai (Belgija) – Théâtre du château, zgrajeno med letoma 1861 in 1863, francoski arhitekt in scenograf Charles-Antoine Cambon (1802–1875), temelji na prvem palačnem gledališču v Fontainebleauju. → povezava do nemške poti prek Koblenza;
- Gent (Belgija) – opera, odprta leta 1840 kot razkošna operna hiša, ki so jo financirali industrialci;
- Bruselj (Belgija) – Théâtre Royal du Parc, gledališče je bilo zgrajeno leta 1782 v angleškem slogu kot podaljšek razkošnih vrtov Vauxhall s kavarno. Postavljen je bil na odprtem v parku. Arhitekt je bil Louis Montoyer;
- Leiden (Nizozemska) – Schouwburg, eno prvih javnih gledališč na Nizozemskem, ki ga je leta 1705 zgradil igralec Jacob van Rijndorp in leta 1865 razširil arhitekt Jan Willem Schaap;
- Bury St Edmunds (Anglija) – Kraljevo gledališče, ki ga je leta 1819 zgradil arhitekt William Wilkins kot neoklasično gledališče v regentskem slogu;
- London (Anglija) – Kraljevo gledališče iz leta 1732 in današnja Kraljeva operna hiša (Royal Opera House) v Covent Gardnu in Kraljevo gledališče Drury Lane; kraljevo gledališče v Covent Gardnu je bilo leta 1848 preoblikovano v operno hišo, zgradba je iz leta 1858; Royal Drury Lane je bilo odprto leta 1663, sedanje gledališče je iz leta 1812, avditorij pa iz leta 1922;
- Craig-y-Nos (Wales) – Gledališče Adeline Patti, sopranistka Adelina Patti je svoje zasebno gledališče zgradila leta 1891 z arhitekti Bucknall & Jennings;
- Nottingham (Anglija) – Malt Cross, zgodovinsko gledališče in glasbena dvorana, danes kavarna in bar, ki prireja kulturne dogodke;
- Richmond (Anglija) – Georgian Theatre Royal, mestno gledališče in gledališki muzej, odprt leta 1788, zaprt leta 1848 in ponovno odprt leta 1963, najbolje ohranjeno gledališče iz gregorijanskega obdobja.

### Severnoitalijanska pot
- Vicenza – Teatro Olimpico so gradili od 1580 do 1585, bilo je prvo pokrito gledališče v Evropi, arhitekt je bil Andrea Palladio → povezava do cesarske poti (od leta 2011);
- Sabbioneta – prvo samostojno gledališče moderne dobe, Teatro all'antica, ki ga je zgradil arhitekt Vincenzo Scamozzi, od leta 1588 do 1590, za zgled je bilo Olimpijsko gledališče v Vicenzi;
- Parma – Farnesejevo gledališče v palači Pilotta, zgrajeno leta 1617/18, arhitekt Giovanni Battista Aleotti;
- Mantova – "Znanstveno gledališče", Teatro Scientifico ali Bibienovo gledališče, grajeno od 1767 do 1769 za Akademijo ljubiteljev glasbe (Accademia degli Invaghiti), je načrtoval Antonio Galli da Bibiena;
- Carpi – Mestno gledališče, zgrajeno leta 1861, značilno italijansko gledališče z ložami v gledališču;
- Bologna – Mestno gledališče je bilo odprto 14. maja 1763 na podlagi spremenjenih načrtov arhitekta Antonia Gallija da Bibiene;
- Bologna – gledališče Villa Aldrovandi Mazzacorati, majhno gledališče v vili, ki je preživelo v prvotnem stanju, je bilo odprto 24. septembra 1763;
- San Giovanni v Persiceto – Mestno gledališče. Leta 1626 je bila dvorana zgrajena kot gledališče. Leta 1659 je bila preurejena v gledališče z ložami, leta 1790 pa jih je arhitekt Giuseppe Tubertini nadomestil z avditorijem;
- Faenza – Masinijevo mestno gledališče na notranjem dvorišču Ljudske palače (Piazza del Popolo), ki ga je leta 1788 zgradil arhitekt Giuseppe Pistocchi;
- Cesena – Gledališče Alessandra Boncija, neoklasicistična stavba, zgrajena med letoma 1843 in 1846 po načrtih arhitekta Vincenza Ghinellija.

### Cesarska pot
Cesarska pot je bila ustanovljena leta 2013 in poteka prek Češke (zlasti Češke) in Avstrije, v katerih so vladali cesarji habsburške dinastije do leta 1918, od tod ime te poti. 
- Gradec (Avstrija) – Graška operna hiša, ki so jo leta 1899 zgradili arhitekti Fellner & Helmer in Schauspielhaus Graz (1779/1825/1965), združena so tri obdobja;
- Dunaj (Avstrija) – Theater an der Wien iz leta 1801, v katerem so se vedno odvijali številni pomembni dogodki v zgodovini avstrijskega gledališča;
- Grein (Avstrija) – Stadttheater Grein (1791), najstarejše javno gledališče v Avstriji;
- Weitra (Avstrija) – Grajsko gledališče, zgrajeno leta 1885, Saaltheater mit Wiener Einfluss;
- Český Krumlov (Češka) – grajsko gledališče iz leta 1768, Unescova svetovna dediščina, v celoti ohranjeno baročno gledališče;
- Litomyšl (Češka) – popolnoma ohranjeno grajsko gledališče iz leta 1798, vključeno v renesančno palačo iz leta 1581, Unescova svetovna dediščina;
- Kačina (Češka) – grajsko gledališče iz leta 1851, klasicistična stavba s svojo prvotno odrsko tehniko in krili iz 19. stoletja;
- Mnichovo Hradiště (Češka) – grajsko gledališče, tu so se srečali trije cesarji svete alianse leta 1833, je v celoti ohranjeno;
- Praga (Češka) – Stavovské divadlo (1783/1859) predstavlja 200 let zgodovine Češke in nemškega gledališča na Češkem. Svetovna premiera Mozartove opere Don Juan (opera) je bila tukaj leta 1787.

### Francoska pot
- Bordeaux (Francija) – Veliko gledališče (Grand-Théâtre, ONB); odprto 7. aprila 1780;
- Bussang, Narodno gledališče (Théatre du Peuple – Maurice Pottecher); eklekticizem in navdušenje javnosti prispevata k očarljivosti tega mitskega kraja s konca 19. stoletja;
- Fontainebleau, Cesarsko gledališče (Théâtre Impérial); v začetku leta 1857 je ta dragulj drugega cesarstva zasnoval arhitekt Hector Lefuel na zahtevo Napoleona III., ki je nadomestil staro komedijo iz 18. stoletja;
- Le Creosot, Petit Théâtre du Château de la Verrerie; zgrajeno je bilo leta 1786 po načrtih arhitekta Barthélémyja Jeansona, Cristallerie de Montcenis, znana kot tovarna kristala Creosot;
- Lyon, Théâtre des Célestins; zgrajeno leta 1792 na kraju nekdanjega samostana, po katerem se imenuje. Poškodovali so ga številni požari, ob koncu 19. stoletja je bilo popravljeno in popolnoma prenovljeno z gradnjo drugega avditorija leta 2005, zdaj je v svojem prvotnem sijaju, za katerega je zaslužen Gaspard André iz leta 1881;
- Nohant, Lutkovne gledališče George Sand (Théâtre des Marionettes chez George Sand); George Sand, velika umetnica 19. stoletja, romanopiska, dramatičarka, literarna kritičarka, novinarka ... je imela lutkovno gledališče v pritličju svoje hiše v Nohantu v Indru;
- Pariz, Odéon – Evropsko gledališče (Théâtre de l’Europe); zamisel Marie-Joseph Peyre in Charlesa de Waillyja je leta 1782 odprla Marija Antoaneta in je arhitekturni vzorec dobe razsvetljenstva ter najstarejše gledališče v Parizu;
- Pariz, Narodna opera – Garnierjeva palača; oblikoval jo je arhitekt Charles Garnier in je od odprtja leta 1875 eden najbolj obiskanih arhitekturnih draguljev v Parizu. Nedavna obnovitvena dela povečujejo veličastnost te marmorne in zlate palače, ki razkriva veličastnost svojega velikega stopnišča in kaminov, obilno okrašena s slikami, skulpturami in mozaiki. Leta 1964 je strop v sobi, ki ga je poslikal Marc Chagall, dodal sodobnost Garnierjevi mojstrovini;
- Pariz, Théâtre du Châtelet; ustanovljeno je bilo 19. aprila 1862 ob prisotnosti cesarice Eugénie;
- Pariz,Théâtre du Ranelagh; leta 1895 je Louis Mors, proizvajalec avtomobilov, v Passyju zgradil veličastno zgradbo, v kateri je zasnoval dvorano iz izrezljanega hrasta v flamskem renesančnem slogu, da bi predstavil svojo zbirko starih instrumentov. V zadnjih desetletjih so bile prikazane skoraj vse umetniške oblike, tudi Wagner, Debussy, Marcel Carné ali Jean Renoir so bili predstavljeni v tem gledališču;
- Pézenas, Théâtre de Pézenas; od ustanovitve leta 1803 do zaprtja leta 1947 je bil privilegiran kraj kulturnega življenja mesta. Stavba, ki je poznala svojo slavo s prihodom Comédie Française. Po 65 letih zaprtja in treh letih dela je maja 2012 Pézenas dvignil zaveso gledališča, ki je ohranilo svoje prvotne arhitekturne in dekorativne značilnosti in ima prilagojeno in premično scenografijo, ki omogoča programiranje v skladu s strategijo kulturnega središča mesta;
- Versailles, Théâtre Montansier; zasnoval ga je Jean-François Heurtier, arhitekt, član akademije in inšpektor za zgradbe kralja, ki mu je pomagal Boullet, inšpektor gledališča njegovega veličanstva in strojnik Kraljevske opere, je bilo zgrajeno v samo devetih mesecih, 18. novembra 1777, v navzočnosti Ludvika XVI. in Marije Antoanete. Leta 1936 je gledališče dobilo ime Théâtre Montansier. Obnovljeno je bilo leta 1992.

### Jadranska pot
- Beograd (Srbija) – Narodno gledališče, odprto 30. oktobra 1869 po naročilu Mihaila Obrenovića III. Zasnoval ga je arhitekt Aleksandar Bugarski po zgledu milanske Scale. Med letoma 1919 in 1922 je bila stavba prenovljena in razširjena;
- Cetinje (Črna gora) – Kraljevo gledališče Zetski dom; zgrajeno od leta 1884 do leta 1892, v njem so gledališče in arhivi, muzej, čitalnica in knjižnica, pravi kulturni center;
- Hvar (Hrvaška) – gledališče v Arzenalu; med letoma 1278 in 1797 je bil Hvar del Beneške republike. Leta 1612 je beneški vladar na otoku Pietro Semitecolo zgradil gledališče v prvem nadstropju veličastnega Arzenala. Čeprav se sčasoma precej spreminjalo, je ostalo najstarejše občinsko gledališke v Evropi. Sedanja različica je nastala leta 1803, zaradi česar je danes najstarejše gledališče na Hrvaškem;
- Ljubljana (Slovenija) – SNG Drama; po načrtih dunajskega arhitekta Alexandra Grafa je bilo med letoma 1909 in 1911 zgrajeno Nemško gledališče. Ker so se narodna čustva v poznem 19. stoletju močno okrepila, je vladajoča manjšina naročila svojo gledališko stavbo, ki je bila leta 1911 odprta kot "Jubilejno gledališče cesarja Franca Jožefa" ob 60. obletnici kolonizacije avstrijskega cesarja;
- Maribor (Slovenija) – Slovensko narodno gledališče; odprto je bilo leta 1852 kot Nemško mestno gledališče, saj je bil Maribor dvojezično mesto. Leta 1919 je postalo Slovensko narodno gledališče. Zgodovinski stavbi je bila leta 1994 dodana sodobna nova dvorana. Zadnja restavracija stare dvorane je bila končana leta 2003;
- Reka (Hrvaška) – Narodno gledališče Ivana pl. Zajca; to veličastno stavbo so zasnovali znani dunajski arhitekti Fellner & Helmer in je bila odprta 3. oktobra 1885 kot Teatro Comunale z Verdijevo Aido. Krasijo ga neorenesančna zunanjost in neobaročna notranjost, pa tudi strop Gustava in Ernsta Klimta ter Franza Matscha ter kipi beneškega kiparja Augusta Benvenutija. Gledališče so imenovali po Giuseppeju Verdiju leta 1913, po letu 1945 pa po hrvaškem skladatelju Ivanu Zajcu (1832–1914);
- Sarajevo (Bosna in Hercegovina) – Narodno gledališče; odprto leta 1899 kot center skupnosti avstrijskega vladajočega razreda, delo arhitekta Karla Paržika;
- Šibenik (Hrvaška) – Hrvaško narodno gledališče; odprto leta 1870 in obnovljeno med letoma 1996 in 2001, potem ko je bilo leta 1991 močno poškodovano;
- Sombor (Hrvaška) – Narodno gledališče; odprto leta 1882 v neoklasicističnem slogu z nekaterimi sodobnimi dodatki;
- Zagreb (Hrvaška) – Hrvaško narodno gledališče; 14. oktobra 1895 je avstrijski cesar Franz Jožef I. sam odprl to gledališče, stavbo dunajskih arhitektov Fellner & Helmer. Prispevki pomembnih hrvaških pesnikov in skladateljev krasijo zunanjost. Dunajski slikar Alexander Demetrius Goltz je ustvaril slike na stropu gledališča, medtem ko je strop preddverja kasneje okrasil Ivan Tisov leta 1911;
- Zrenjanin (Srbija) – Narodno gledališče Toše Jovanovića; v 1830-ih je bila kašča spremenjena v gledališče, je najstarejše gledališče v Srbiji. Njegova sedanja podoba je iz leta 1884, leta 1985 je bilo temeljito obnovljeno.

### Alpska pot
- Bellinzona (Italija) – Teatro Sociale
- Flintsbach (Bavarska) – Volkstheater
- Mézières (Švica) – Théâtre du Jorat
- München (Bavarska) – Münchner Kammerspiele
- München (Bavarska) – Prinzregententheater
- Ottobeuren (Bavarska) – Theatersaal der Benediktinerabtei
- Solothurn (Švica) – Stadttheater

### Baltska pot
Od srednje Evrope do Baltskega morja – gledališča v štirih državah:
- Cieszyn (Poljska), Gledališče Adama Mickiewicza
- Krakov (Poljska), Gledališče Juliusza Słowackega
- Riga (Latvija), Latvijska narodna opera
- Riga (Latvija), Latvijsko narodno gledališče
- Talin (Estonija), Estonska drama
- Tartu (Estonija), Vanemuine, mala stavba
- Vilna (Litva), Litovsko Rs. dramsko gledališče
- Varšava (Poljska), gledališče Arnolda Szyfmana
- Varšava (Poljska), Kraljevo gledališče v stari oranžeriji
- Łańcut (Poljska), Gledališče v grajskem muzeju

### Črnomorska pot
- Bukarešta (Romunija), Gledališče Odeon
- Črnovice (Ukrajina), Ukrajinsko regionalno glasbeno in dramsko gledališče Olge Kobylianske
- Iași (Moldavija), Narodno gledališče Vasile Alecsandri
- Odesa (Ukrajina), Narodna akademska opera in balet
- Oradea (Romunija), Gledališče kraljice Marije
- Oravita (Romunija), Staro gledališče Mihaia Eminesca
- Sofija (Bolgarija), Narodno gledališče Ivana Vazova
- Tbilisi (Gruzija), Državna opera in balet Z. Paliashvilija

### Iberska pot
- Almagro (Španija), Corral de Comedias
- Bilbao (Španija), Teatro Arriaga
- Braga (Portugalska), Theatro Circo
- Burgos (Španija), Teatro Principal
- Cadiz (Španija), Gran Teatro Falla
- Evora (Portugalska), Teatro Garcia de Resende
- Faro (Portugalska), Teatro Lethes
- Lizbona (Portugalska), Teatro Nacional de São Carlos
- Madrid (Španija), Teatro Español
- Maó Mahon (Španija), Teatre Principal
- San Lorenzo de El Escorial (Španija), Real Coliseo de Carlos III
- Toledo (Španija), Teatro de Rojas

## Predvidene poti

### Pot Grand tour
Od papeža do malteških vitezov: gledališko izobraževalno potovanje.
Pot Grand Tour bo potekala od srednje Italije do Malte.
Evropska prestolnica kulture 2018, Valletta, glavno mesto Malte, ima zanimivo gledališče iz leta 1738 – Teatru Manoel (Manoelovo gledališče).